# Tsumita Keisuke
Tsumita Keisuke (積田 景介 Tsumita Keisuke, sinh ngày 23 tháng 6 năm 1993) là một cầu thủ bóng đá người Nhật Bản. Anh thi đấu cho FC Ryukyu.

## Sự nghiệp
Tsumita Keisuke gia nhập câu lạc bộ J3 League FC Ryukyu năm 2016.

## Thống kê câu lạc bộ
Cập nhật đến ngày 22 tháng 2 năm 2018.
| Thành tích câu lạc bộ | Thành tích câu lạc bộ | Thành tích câu lạc bộ | Giải vô địch | Giải vô địch | Cúp                   | Cúp                   | Tổng cộng | Tổng cộng |
| Mùa giải              | Câu lạc bộ            | Giải vô địch          | Số trận      | Bàn thắng    | Số trận               | Bàn thắng             | Số trận   | Bàn thắng |
| Nhật Bản              | Nhật Bản              | Nhật Bản              | Giải vô địch | Giải vô địch | Cúp Hoàng đế Nhật Bản | Cúp Hoàng đế Nhật Bản | Tổng cộng | Tổng cộng |
| --------------------- | --------------------- | --------------------- | ------------ | ------------ | --------------------- | --------------------- | --------- | --------- |
| 2016                  | FC Ryukyu             | J3 League             | 0            | 0            | 0                     | 0                     | 0         | 0         |
| 2017                  | FC Ryukyu             | J3 League             | 5            | 0            | 0                     | 0                     | 5         | 0         |
| Tổng                  | Tổng                  | Tổng                  | 5            | 0            | 0                     | 0                     | 5         | 0         |